# Slatina pri Šarišskom Jastrabí
Slatina pri Šarišskom Jastrabí je přírodní rezervace v oblasti PIENAP.
Nachází se v katastrálním území obce Kyjov v okrese Stará Ľubovňa v Prešovském kraji. Území bylo vyhlášeno či novelizováno v roce 1982 na rozloze 2,1403 ha. Ochranné pásmo nebylo stanoveno.